# Saint-Paul-lès-Monestier
Saint-Paul-lès-Monestier är en kommun i departementet Isère i regionen Auvergne-Rhône-Alpes i sydöstra Frankrike. Kommunen ligger i kantonen Monestier-de-Clermont som tillhör arrondissementet Grenoble. År 2022 hade Saint-Paul-lès-Monestier 284 invånare.

## Befolkningsutveckling
Antalet invånare i kommunen Saint-Paul-lès-Monestier
Referens:INSEE